# Trolejbusy w St Helens
Trolejbusy w St Helens – zlikwidowany system trolejbusowy w mieście St Helens, w Anglii, w Wielkiej Brytanii. Został otwarty 11 lipca 1927 r. i stopniowo zastępował likwidowany miejscowy system tramwajowy.
Na tle pozostałych, nieistniejących już systemów trolejbusowych w Wielkiej Brytanii, system w St Helens był średniej wielkości; istniało łącznie 6 linii, maksymalnie posiadano 66 trolejbusów. Został zlikwidowany dość wcześnie, 30 czerwca 1958 r. 16 najmłodszych trolejbusów z lat 1950–1951 sprzedano do innych miast: osiem marki Sunbeam do South Shields i osiem marki British United Traction do Bradford.
Do dziś zachował się jeden trolejbus z St Helens, stacjonuje on w muzeum trolejbusów w Sandtoft.